# Bashir Varaev
Bashir Varayev est un judoka soviétique né le 23 février 1964 à Grozny. Il est le frère de Sharip Varaev.

## Biographie
Il dispute les Jeux olympiques d'été de 1988 à Séoul où il remporte une médaille de bronze. 
Il est vice-champion du monde en 1988 et médaillé de bronze aux Mondiaux de 1989 et de 1991.
Il est quadruple champion d'Europe de 1987 à 1990 et médaillé de bronze européen en 1991. Il obtient la médaille d'or aux Goodwill Games de 1990 et est champion de l'Union soviétique de 1986 à 1988.

## Palmarès

### Jeux olympiques
- Jeux olympiques d'été de 1988 à Séoul
  -  Médaille de bronze en -78 kg